# Гусев, Юрий Вениаминович
Юрий Вениаминович Гусев (укр. Юрій Веніамінович Гусєв; род. 15 ноября 1979, Коростышев, Житомирская область) — украинский политик, общественный деятель. Чрезвычайный и полномочный посол Украины в Азербайджане (с 2024). Заместитель Министра обороны Украины (2014—2016). Председатель Херсонской областной государственной администрации (2019—2020). Генеральный директор Государственного концерна «Укроборонпром» (2020—2023).
Был выдвинут в народные депутаты от партии «Слуга народа» на парламентских выборах 2019 года, № 41 в списке. Решил не продолжать участие в выборах.

## Биография

### Образование
1998—2002 — студент Херсонского государственного технического университета, был студенческим мэром Херсона, председателем Херсонской областной молодёжной общественной организации «Молодая нация».
С отличием окончил магистратуру в Киевском национальном экономическом университете, с отличием окончил Херсонский государственный технический университет по специальности «Финансы». Окончил две программы в Harvard Kennedy School (2011, 2017).
В 2014 году защитил диссертацию по экономике в Центре индустриальных проблем Национальной академии Наук (г. Харьков). В 2018 году защитил диссертацию по истории церкви в Черновицком православном богословском институте.
Окончил программы в Институте Аспена и Украинской школе политических студий.
Кандидат экономических наук, доцент, приглашённый профессор Военного университета Нуэва Гранада (Республика Колумбия), доктор богословских наук.
Говорит на украинском, русском, английском и французском языках.

### Профессиональная деятельность
1999 — советник председателя Херсонской областной государственной администрации по вопросам молодёжной политики.
2002 — баллотировался в Верховную Раду от Избирательного блока политических партий «Команда озимого поколения».
До 2009 года возглавлял коммерческие компании.
2009—2014 — работал в различных органах государственной власти: был руководителем группы советников Министра экономики, директором департамента национальных проектов, советником Министра финансов.
2014—2016 — работал в Министерстве обороны Украины: был руководителем департамента экономической активности, заместителем Министра и Председателем Совета реформ; один из инициаторов «волонтёрского десанта».
2016—2019 — частный предприниматель, консультант и советник международных и украинских финансовых институтов (IFC, EBRD, ПриватБанк).
2016 — советник Министра инфраструктуры, 2018 — советник Министра экологии и природных ресурсов.
С 11 июля 2019 по 3 декабря 2020 года — глава Херсонской областной государственной администрации.
С 3 декабря 2020 по 27 июня 2023 года — генеральный директор Укроборонпрома.
22 февраля 2024 года назначен послом Украины в Азербайджане.

### Общественная деятельность
Инициатор Украинского Клуба реформаторов. Член сообществ Аспен и УШПС. Член совещательного совета Центра лидерства Украинского католического университета.
К 17 июня 2019 года был президентом Международного объединения «Землячество Херсонщины». Председатель совета учредителей Международного центра стратегий обороны и безопасности.

## Личная жизнь
Женат, воспитывает сына и дочь.
Занимается благотворительностью. Увлекается шахматами и бегом (пробежал 2 полумарафона).

## Публикации
Соавтор монографии «Отечественная практика и мировой опыт СЭЗ и ТПР».
Соавтор книги «Как сделать Украину успешной».
Соавтор «Книги Реформ»
Автор исследований «Анализ расходов сектора обороны в Украине: 2006—2016 годы» и «К вопросу демократического гражданского контроля над ВСУ», «Стать эффективными и избавиться от лишнего или Зачем нам нужна э-революция держинституций?».
Обладает авторским правом на сборник стихов — «Непостижимость. Сборник стихов украинца».

## Награды
- Именное огнестрельное оружие (2015)
- Отличие ГУР МОУ — медаль «За содействие военной разведке Украины» II степени (2015)
- Памятный нагрудный знак Министра обороны Украины «Защитнику Украины» (2015)
- Медаль Военной академии Королевства Испания «За заслуги» (2015)
- Знак отличия Военного университета Нуэва Гранада (Республика Колумбия) (2018)
- Отраслевая премия «Лучший GR-специалист 2018 года» по версии Украинской ассоциации лоббизма и GR (2018)
- «Региональный лидер года - 2019» по версии Общенациональной программы Человек года (Украина)